# Mercedes-Benz type 220
Mercedes-Benz type 220 var en personbilsmodel fra Mercedes-Benz solgt under S-klasse betegnelsen, som afløste type 140 og blev bygget mellem oktober 1998 og august 2005.
S-klassen fandtes som sedan med valg mellem to forskellige akselafstande. Den tilsvarende coupé var CL-klassen (C 215). S-klassen var i mange lande i lang tid førende i segmentet for luksuslimousiner bortset fra i 2004, hvor BMW 7-serien havde denne position. Siden introduktionen i 1998 blev type 220-serien produceret i 485.000 eksemplarer, hvor S 320 CDI var den mest solgte version. Efterfølgeren hedder type 221.

## Modelhistorie

### Generelt
Efter at forgængeren, type 140, var blevet kritiseret for sin størrelse og vægt, reducerede man på type 220 dimensioner, vægt og luftmodstand.
Vægten på den nye S 320 var i forhold til forgængeren med samme navn (begge med 3,2-liters sekscylindret motor) blevet reduceret fra 1910 til 1695 kg (køreklar vægt uden fører). CW-værdien gik fra 0,31 ned på 0,27, hvilket forbedrede bilens præstationer og brændstofforbrug. For eksempel fik S 320 sin tophastighed øget fra 225 til 240 km/t, accelerationstiden fra 0 til 100 km/t faldt fra 9,3 til 8,2 sek. og brændstofforbruget fra 13,4 til 11,5 liter pr. 100 km.
Ved denne sammenligning skal man dog være opmærksom på, at en bilmodels vægt i løbet af byggeperioden kan stige på grund af modifikationer og udvidelse af standardudstyret. Det er således "forkert" at sammenligne forgængeren ved slutningen af dennes byggetid med efterfølgeren umiddelbart efter dennes introduktion.
Type 220 var, med undtagelse af S 600 L og AMG-modellerne, udstyret med luftaffjedring. S 600 L samt AMG-modellerne havde derimod Active Body Control-undervogn, som til øvrige versioner kunne leveres mod merpris. Dette gjorde sammen med den teknisk identiske coupé C215 type 220 til den første tyskproducerede bil, som kunne leveres med aktivt styret affjedring og støddæmpere.

### Modelvarianter
Type 220 kunne fås med flere forskellige motorvarianter, hvoraf de fleste kunne kombineres med både kort og lang akselafstand. Udelukkende V12-modellerne fandtes kun med lang akselafstand. 5,0-liters V8-motoren M 113 i modellen S 500 og V12'eren M 137 i S 600 L kunne fås med cylinderfrakobling. Cylinderfrakoblingen kunne i dellastområdet frakoble fire hhv. seks cylindre, hvilket gav en bedre virkningsgrad og et lavere brændstofforbrug. Dette reducerede S 500's brændstofforbrug med 0,9 liter pr. 100 km. Med faceliftet i 2002 fik S 600 L et helt ny V12-motor med biturboladning, som ikke længere kunne leveres med cylinderfrakobling. Også på S 500 bortfaldt dette ekstraudstyr.
Ud over V8- og V12-motorerne fandtes type 220 også med sekscylindrede motorer. Frem til 2002 var basismodellen i Europa S 320 og i Asien S 280. I 2002 blev S 320 afløst af den opborede 3,7-liters V6 fra M-klassen med modelbetegnelsen S 350. I hele seriens levetid, dog med et let effektforøgelse i 2002, fandtes modellen S 320 CDI. Dieseltopmodellen var fra midten af 2000 S 400 CDI med 4,0-liters V8-motor, som i 2003 fik en effektforøgelse.
I 1999 blev modelprogrammet udvidet med AMG-udgaver, som ud over stærkere motorer også adskilte sig fra de øvrige modeller gennem et modificeret karrosseri. I starten var det S 55 AMG med næsten samme effekt som V12-motoren i S 600 L, men betydeligt mere sportsligt udlagt. Kun i år 2002 blev der solgt et mindre antal af S 63 AMG L, som afløste S 55 AMG. De to sidste produktionsår var den stærkeste motor S 65 AMG L med V12-biturbomotor og 450 kW (612 hk).
4MATIC-versionerne blev kun bygget mellem 2002 og 2005.

### Facelift
I rammerne af faceliftet i september 2002 gennemgik S-klassen følgende ændringer:
- Nye frontskørter og større kølergrill
- Forlygter i klart glas, blinklys i klart glas i sidespejlene og baglygter med fire hvide striber
- Nye alufælge
- Ædlere materialer i kabinen samt ny midterkonsol med større monitor (16,5 cm diagonalt)
- Modificerede forsæder, mod merpris udført som køredynamiske multikontursæder (standard på AMG-udgaverne)
- Nødbremseassistent Pre-Safe standardudstyr
- Rulningssensor (til udløsning af gardinairbags ved rulning) og modificeret udløsning af passagerairbagen
- Forbedret, fuldautomatisk Active Body Control-undervognsafstemning
- Som ekstraudstyr permanent firehjulstræk 4MATIC til modellerne S 350, S 430 og S 500
- Nye eller modificerede motorer i stedet for de hidtidige, med undtagelse af S 430 og S 500

I 2003 fik S 430 og S 500 et nyt automatgear med syv i stedet for fem trin.

## Motorer
| Model         | Cylindre | Slagvolume cm³ | Max. effekt kW (hk) / omdr. | Max. drejningsmoment Nm / omdr. | Motorkode       | 0-100 km/t | Topfart km/t | Byggeår          |
| ------------- | -------- | -------------- | --------------------------- | ------------------------------- | --------------- | ---------- | ------------ | ---------------- |
| Benzinmotorer |          |                |                             |                                 |                 |            |              |                  |
| S 2801        | V6       | 2799           | 150 (204) / 5700            | 270 / 3000 − 5000               | M 112 E 28      | 9,7        | 230          | 10/1998 − 8/2005 |
| S 320         | V6       | 3199           | 165 (224) / 5600            | 315 / 3000 − 4800               | M 112 E 32      | 8,2        | 240          | 10/1998 − 8/2002 |
| S 350         | V6       | 3724           | 180 (245) / 5700            | 350 / 3000 − 4500               | M 112 E 37      | 7,6        | 246          | 9/2002 − 8/2005  |
| S 350 4MATIC  | V6       | 3724           | 180 (245) / 5700            | 350 / 3000 − 4500               | M 112 E 37      | 7,9        | 241          | 9/2002 − 8/2005  |
| S 430         | V8       | 4266           | 205 (279) / 5750            | 400 / 3000 − 4400               | M 113 E 43      | 7,1        | 250          | 10/1998 − 8/2005 |
| S 430 4MATIC  | V8       | 4266           | 205 (279) / 5750            | 400 / 3000 − 4400               | M 113 E 43      | 7,4        | 250          | 9/2002 − 8/2005  |
| S 500         | V8       | 4966           | 225 (306)2 / 5600           | 460 / 2700 − 4250               | M 113 E 50      | 6,3        | 250          | 10/1998 − 8/2005 |
| S 500 4MATIC  | V8       | 4966           | 225 (306) / 5600            | 460 / 2700 − 4250               | M 113 E 50      | 6,5        | 250          | 9/2002 − 8/2005  |
| S 55 AMG      | V8       | 5439           | 265 (360) / 5500            | 530 / 3150                      | M 113 E 55      | 6,0        | 250          | 4/1999 − 8/2002  |
| S 55 AMG      | V8       | 5439           | 368 (500) / 6100            | 700 / 2750 − 4500               | M 113 E 55 ML   | 4,8        | 250          | 9/2002 − 8/2005  |
| S 600 L       | V12      | 5786           | 270 (367) / 5500            | 530 / 4250                      | M 137 E 58      | 6,3        | 250          | 12/1999 − 8/2002 |
| S 600 L       | V12      | 5513           | 368 (500) / 5000            | 800 / 1800 − 3500               | M 275 E 55 AL   | 4,8        | 250          | 9/2002 − 8/2005  |
| S 63 AMG L    | V12      | 6258           | 326 (444) / 5500            | 620 / 4400                      | M 137 E 63      | 5,7        | 250          | 9/2001 − 8/2002  |
| S 65 AMG L    | V12      | 5980           | 450 (612) / 4800 − 5100     | 1000 / 2000 − 4000              | M 275 E 60 AL   | 4,4        | 250          | 3/2004 − 8/2005  |
| Dieselmotorer |          |                |                             |                                 |                 |            |              |                  |
| S 320 CDI     | R6       | 3222           | 145 (197) / 4200            | 470 / 1800 − 2600               | OM 613 DE 32 LA | 8,8        | 230          | 10/1998 − 8/2002 |
| S 320 CDI     | R6       | 3222           | 150 (204) / 4200            | 500 / 1800 − 2600               | OM 648 DE 32 LA | 8,2        | 235          | 9/2002 − 8/2005  |
| S 400 CDI     | V8       | 3996           | 184 (250) / 4000            | 560 / 1700 − 2600               | OM 628 DE 40 LA | 7,8        | 250          | 6/2000 − 6/2003  |
| S 400 CDI     | V8       | 3996           | 191 (260) / 4000            | 560 / 1700 − 2600               | OM 628 DE 40 LA | 7,8        | 250          | 6/2003 − 8/2005  |

## Billeder
- S 65 AMG
- AMG-version, genkendelig på fire enderør
- S 600 Pullman, fabrikkens forlængede version af S-klassen
- Pansret bil S-Guard som forbundspræsidentens tjenestebil